# Tenet (soundtrack)
Tenet: Original Motion Picture Soundtrack is de originele soundtrack van de gelijknamige film uit 2020, geschreven en geregisseerd door Christopher Nolan. Het album werd op 3 september 2020 uitgebracht op het label WaterTower Music.
Ludwig Göransson heeft de muziek voor de film gecomponeerd en geproduceerd. Zijn eerste samenwerking met Nolan die voorheen regelmatig samenwerkte met Hans Zimmer, die moest weigeren vanwege zijn verplichtingen aan Dune, die ook werd geproduceerd door Warner Bros. Pictures. De laatste track op het album is het vocale nummer "The Plan", gezongen door Travis Scott en gebruikt bij de aftiteling van de film. Het album werd op MusicMeter beoordeeld met 3,62 sterren, gebaseerd op 4 stemmen. Het album verscheen op 12 september 2020 in de Vlaamse Ultratop 200 Albums.

## Tracklijst
Alle muziek en teksten zijn geschreven door Ludwig Göransson, behalve "The Plan" samen met Travis Scott en WondaGurl.. 
| 1.                 | Rainy Night in Tallinn | 8:01  |
| 2.                 | Windmills              | 5:16  |
| 3.                 | Meeting Neil           | 2:16  |
| 4.                 | Priya                  | 3:24  |
| 5.                 | Betrayal               | 3:56  |
| 6.                 | Freeport               | 3:39  |
| 7.                 | 747                    | 7:05  |
| 8.                 | From Mumbai to Amalfi  | 4:26  |
| 9.                 | Foils                  | 3:11  |
| 10.                | Sator                  | 2:51  |
| 11.                | Trucks in Place        | 5:32  |
| 12.                | Red Room Blue Room     | 3:29  |
| 13.                | Inversion              | 3:32  |
| 14.                | Retrieving the Case    | 3:20  |
| 15.                | The Algorithm          | 5:58  |
| 16.                | Posterity              | 12:42 |
| 17.                | The Protagonist        | 4:48  |
| 18.                | The Plan               | 3:05  |
| Totale duur: 86:30 |                        |       |

| 19.                | Fast Cars | 3:35 |
| 20.                | Turnstile | 6:15 |
| Totale duur: 96:20 |           |      |

## Hitnoteringen

### VlaamseUltratop 200 Albums
| Hitnotering: 12-09-2020 | Hitnotering: 12-09-2020 | Hitnotering: 12-09-2020 |
| Week:                   | 1                       |                         |
| ----------------------- | ----------------------- | ----------------------- |
| Positie:                | 137                     | uit                     |

## Prijzen en nominaties
| Jaar | Prijs                 | Categorie        | Genomineerde(n)  | Uitslag     |
| ---- | --------------------- | ---------------- | ---------------- | ----------- |
| 2021 | Satellite Award       | Beste soundtrack | Ludwig Göransson | Genomineerd |
| 2021 | Golden Globe          | Beste filmmuziek | Ludwig Göransson | Genomineerd |
| 2021 | Critics' Choice Award | Beste filmmuziek | Ludwig Göransson | Genomineerd |